# 殺生石

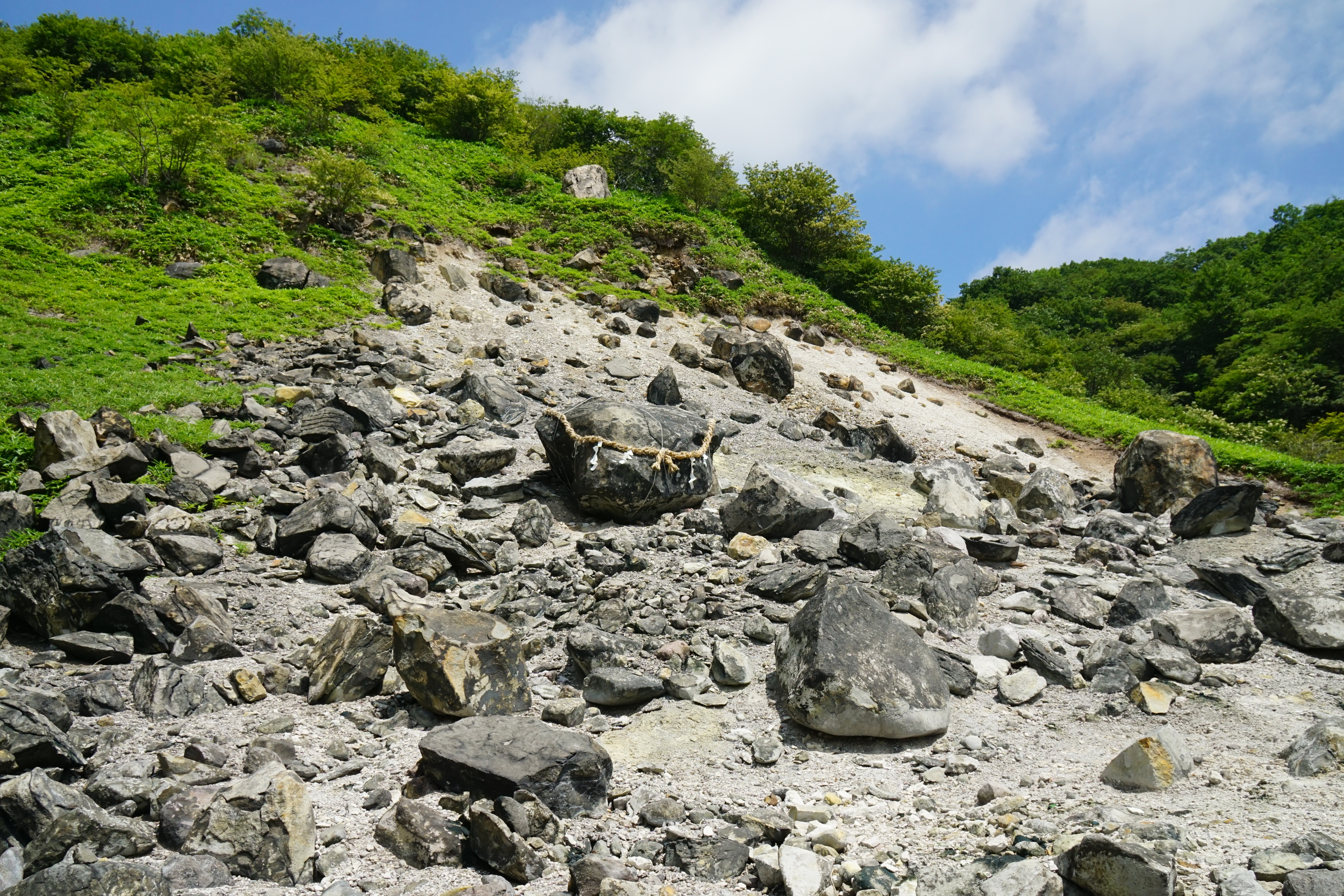
割れる前の殺生石（中央の注連縄の石、2018年7月）

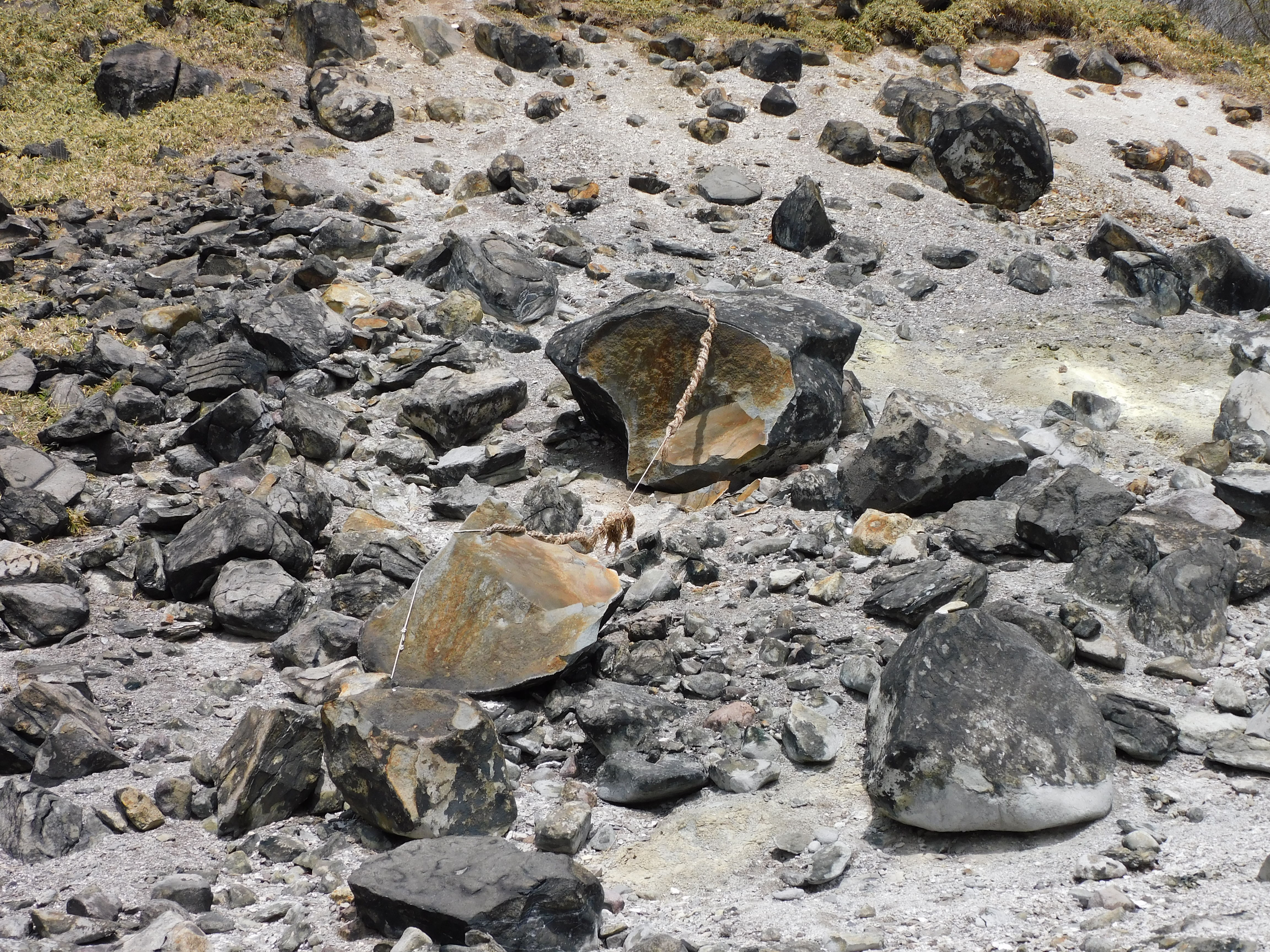
割れた殺生石（2022年5月）

殺生石（せっしょうせき）は、栃木県那須郡那須町の那須湯本温泉付近に存在する溶岩である。付近一帯に火山性ガスが噴出し、このガスにより鳥獣が命を落とす事例が古来知られてきた。「殺生」とは仏教における五戒のひとつで「いきものの命を奪う」意。
松尾芭蕉が『おくのほそ道』でこの地を訪れていることなどで知られ、国指定名勝となっている（2014年〈平成26年〉3月18日指定）。
なお伝承上、この石に起源を持つと伝えられている石が全国にいくつかあり、それらの中に「殺生石」と呼ばれているものがあるほか、那須の殺生石同様に火山性ガスが噴出する場所で「殺生石」と呼ばれる石があるとする文献もある。しかし単に「殺生石」といえば那須の殺生石を指すことが多い。

## 概要
付近一帯は硫化水素、亜硫酸ガスなどの有毒な火山ガスが絶えず噴出しており、「鳥獣がこれに近づけばその命を奪う、殺生の石」として古くから知られた名勝であった。松尾芭蕉も訪れ、『おくのほそ道』にその様子が記され、「石の香や 夏草赤く 露暑し」と詠んだ。
現在一帯は「殺生石園地」と呼ばれ、観光客が多く訪れる名所となっている。ただしガスの噴出量が多い時は立ち入りが規制される。
2022年3月5日に殺生石が二つに割れていることが確認された。割れる数年前よりひびが確認されていたため、那須町は「自然に割れた可能性が高い」との見解を述べている。
2022年12月7日には、殺生石の近くでイノシシ8頭（成獣3頭、幼獣5頭）の死骸が見つかった。群れで行動中に、特に硫化水素や亜硫酸ガスの発生が多いとされる殺生石の右奥付近で横たわっていたという。死骸は翌日に環境省と那須町職員により回収され焼却処分された。これまでもタヌキやキツネの死骸は見つかっていたがイノシシは初であった。ガスの有毒性については、人間ならば近づかなければ問題はないが、幼児やペット連れは注意してほしいと以前から看板を設置して注意喚起している。

## 御神火祭
活火山である茶臼岳（那須岳）を鎮める祈りのため、例年5月に一般社団法人那須町観光協会の主催により御神火祭（ごじんかさい）が執り行われる。白装束に狐面やフェイスペイントを施した 100 名の松明行列が、那須温泉神社で「無間地獄の火」を採火し殺生石へ下り、神事の後に殺生石近くに設けられた高さ約 5 m の大松明「御神火」に点火する。殺生石前では白面金毛九尾狐太鼓の披露も行われる。
2022年の御神火祭では、いちご一会とちぎ国体の炬火の一部となる火が採火された。

## 伝説

### 九尾の狐伝説
鳥羽上皇が寵愛したという伝説の女性・玉藻前が九尾の狐の化身（妖狐）で、陰陽師の安倍泰成に見破られて東国に逃れ、上総介広常・千葉介常胤・三浦介義純が狐を追いつめ退治すると狐は石に姿を変えたという伝説がある。しかし石は毒を発して人々や生き物の命を奪い続けたため「殺生石」と呼ばれるようになり、至徳2年（1385年）には玄翁和尚によって打ち砕かれ、そのかけらが全国に飛散したという。
殺生石が飛散した先は日本各地の「高田」という地名の3ヶ所（諸説あり）とされ、一般には美作国高田（現・岡山県真庭市勝山）、越後国高田（現・新潟県上越市）、安芸国高田（現・広島県安芸高田市）、豊後国高田（現・大分県豊後高田市）、会津高田（現・福島県会津美里町）のいずれかとされる。
「高田」以外の地に破片が散ったとする伝承もあり、飛騨では牛蒡種に、四国では犬神に、上野国ではオサキになったという。

### 各地の殺生石および殺生石にまつわるもの
那須の殺生石にまつわるもの
- 化生寺（岡山県真庭市勝山）
勝山地区は旧称を高田といった地で、玄翁の開山による化生寺境内に、殺生石の石塚が存在している。
- 伊佐須美神社（福島県会津美里町宮林）
末社に「殺生石稲荷神社」を持つ。殺生石の破片が飛来したと伝わる。殺生石伝説を縁として、会津美里町は2008年より那須町と交流を開始し、2015年に友好都市協定を締結した[14]。
- 常在院（福島県白河市表郷中寺）
玄翁の開山とされている寺院で、境内に殺生石の破片といわれる石が祀られており、玄翁の座像と、殺生石の縁起を描いた絵巻「紙本著色源翁和尚行状縁起」が伝えられている。
- 真如堂（京都府京都市左京区浄土寺真如町）
境内に安置されている「鎌倉地蔵」は殺生石から作られたという伝承がある。
- 殺生稲荷社（埼玉県所沢市）
2022年11月に陰陽本廰の摂社として創建。

その他
- 殺生石（大分県玖珠郡九重町）
「朝日長者伝説」にまつわる史跡の1つ。かつて火山ガスを噴出し、付近で生き物が死んでいたという[15]。

## ギャラリー

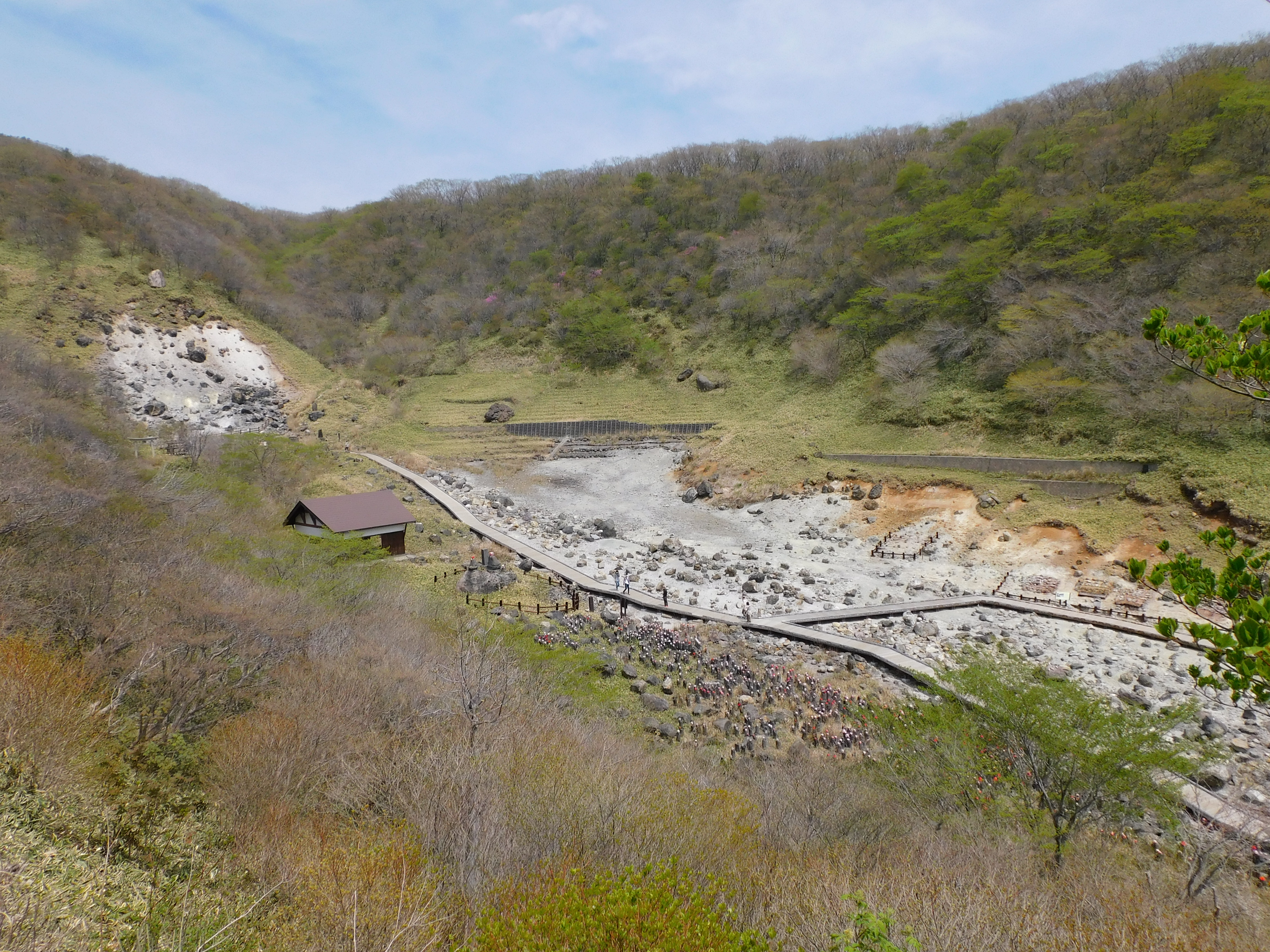
殺生石園地
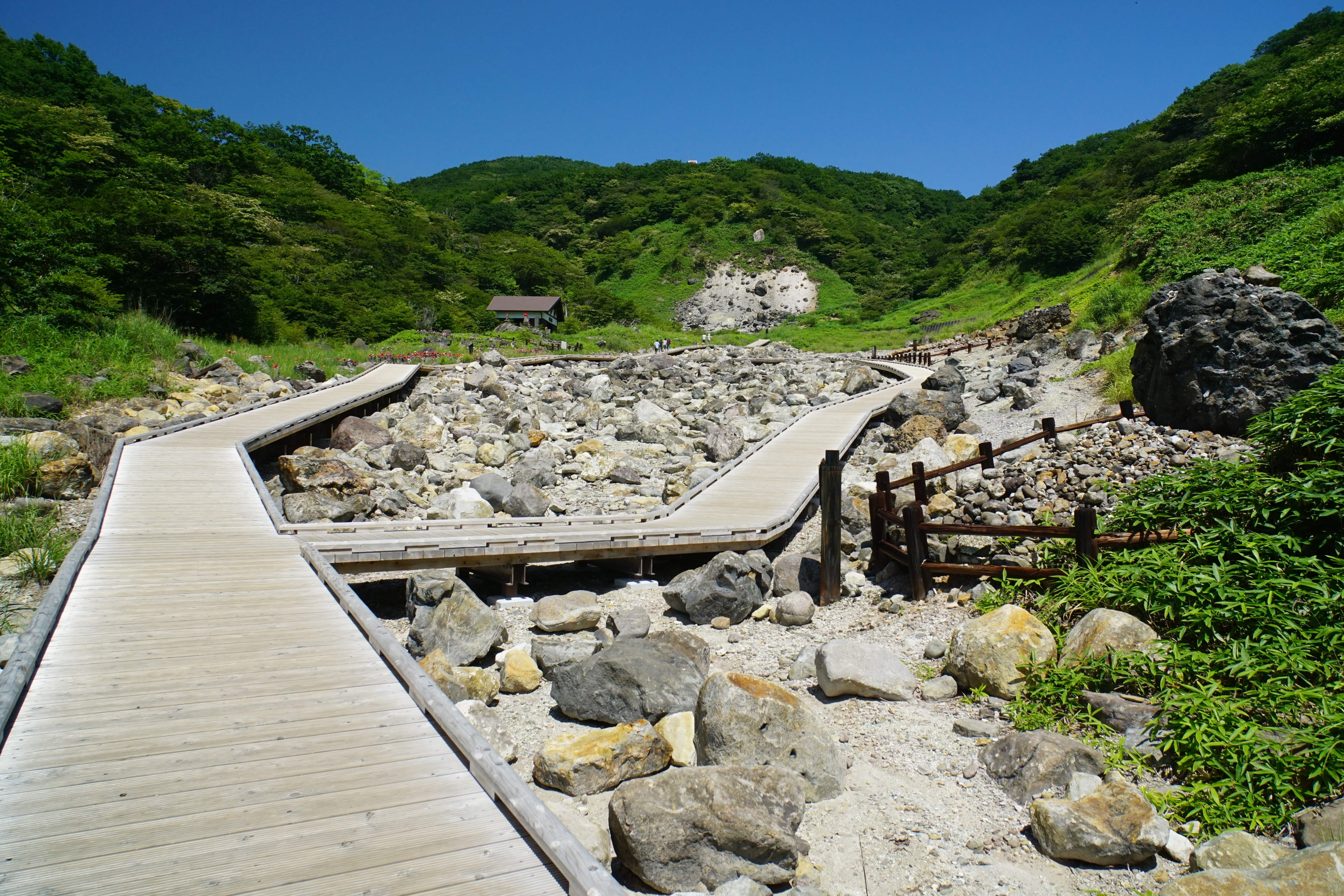
殺生石園地、正面遠方に殺生石、右に盲蛇石
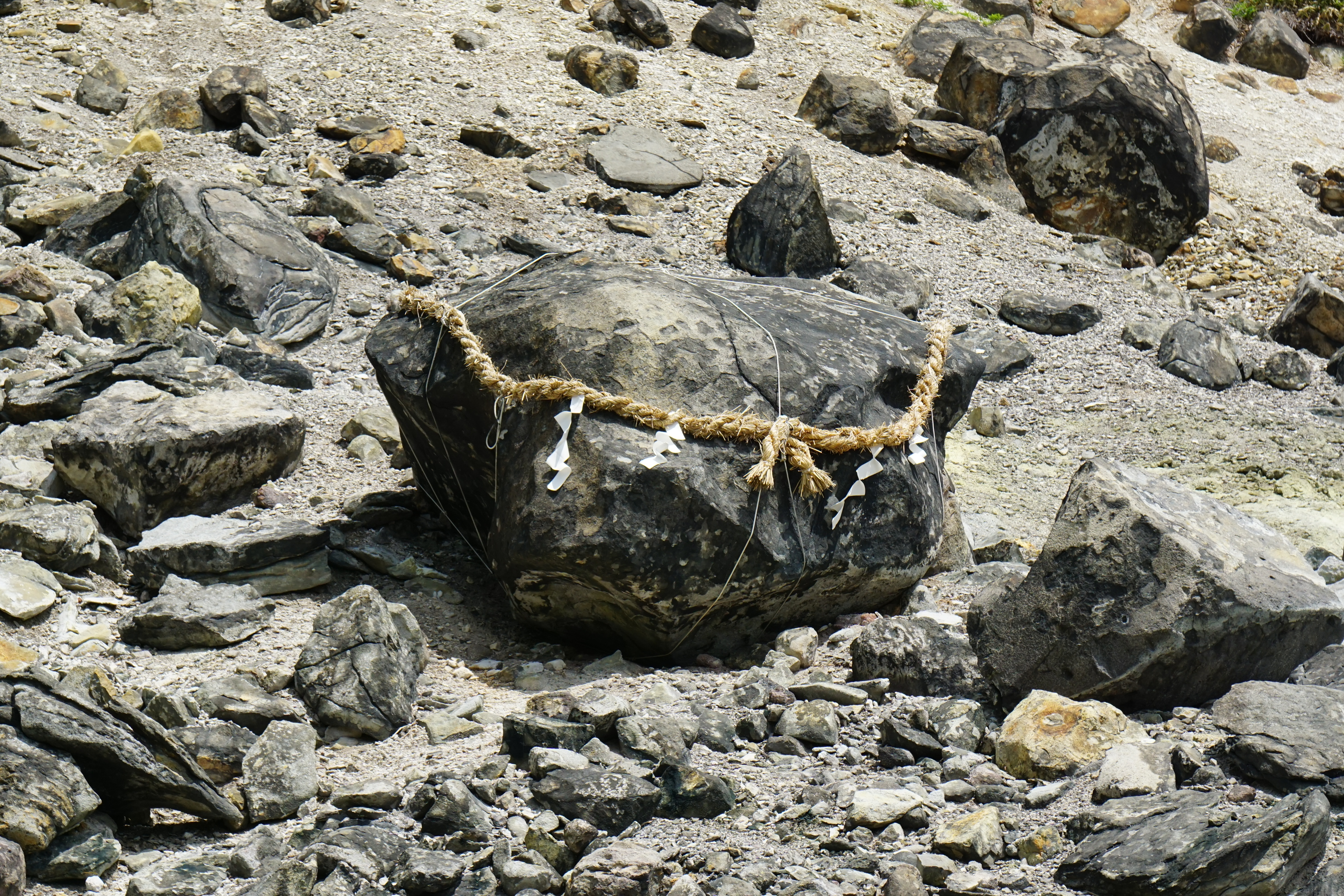
殺生石
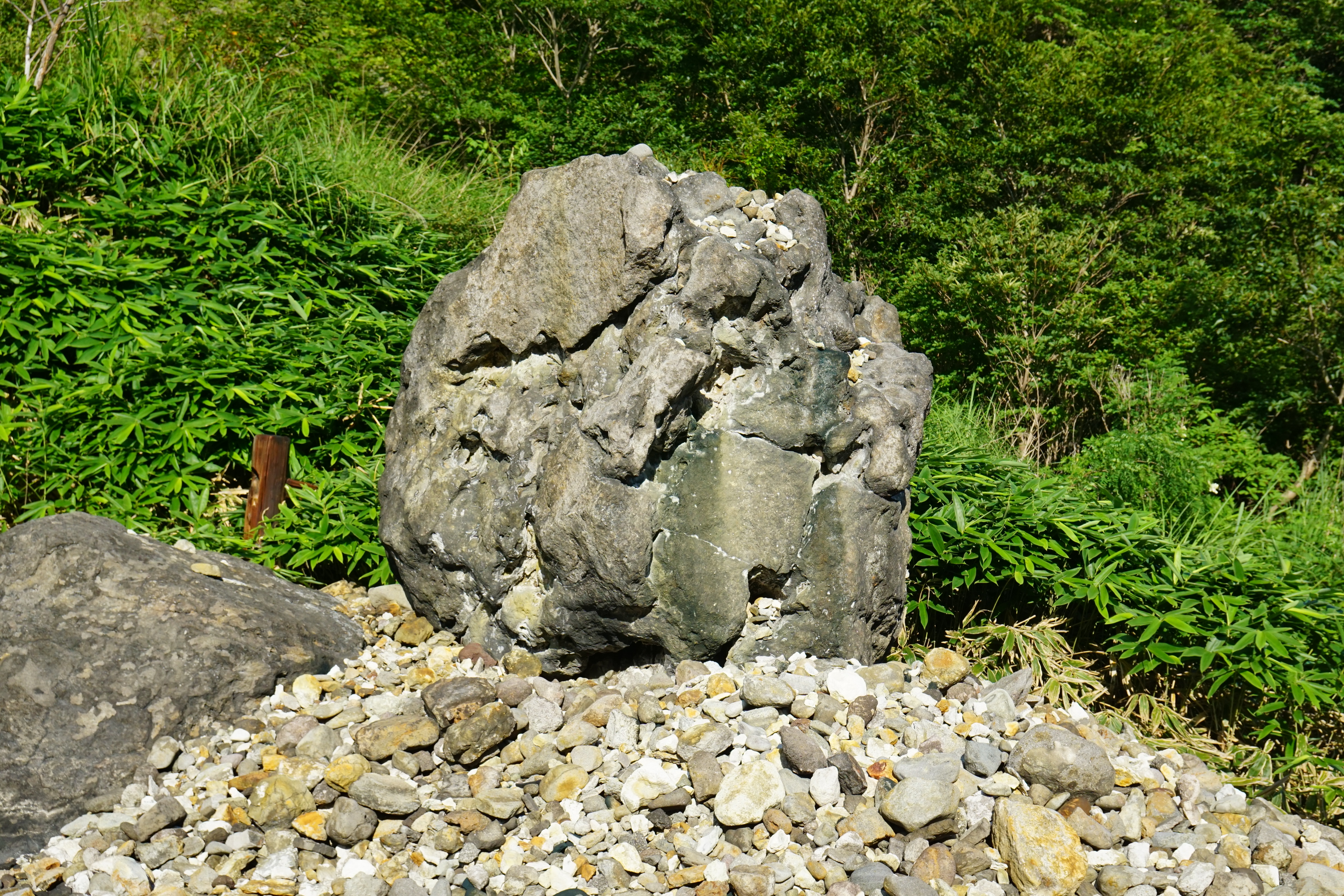
盲蛇石
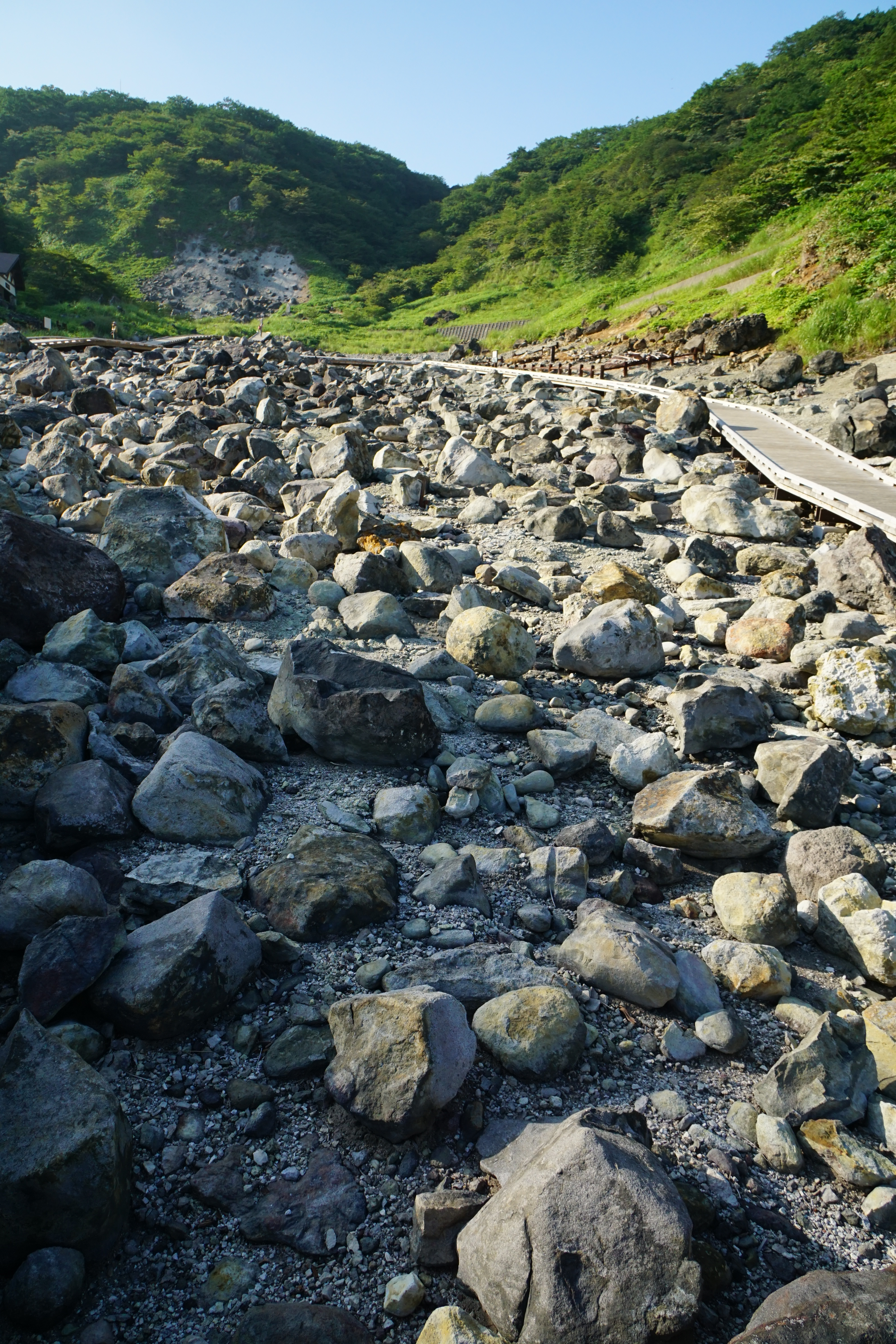
賽の河原
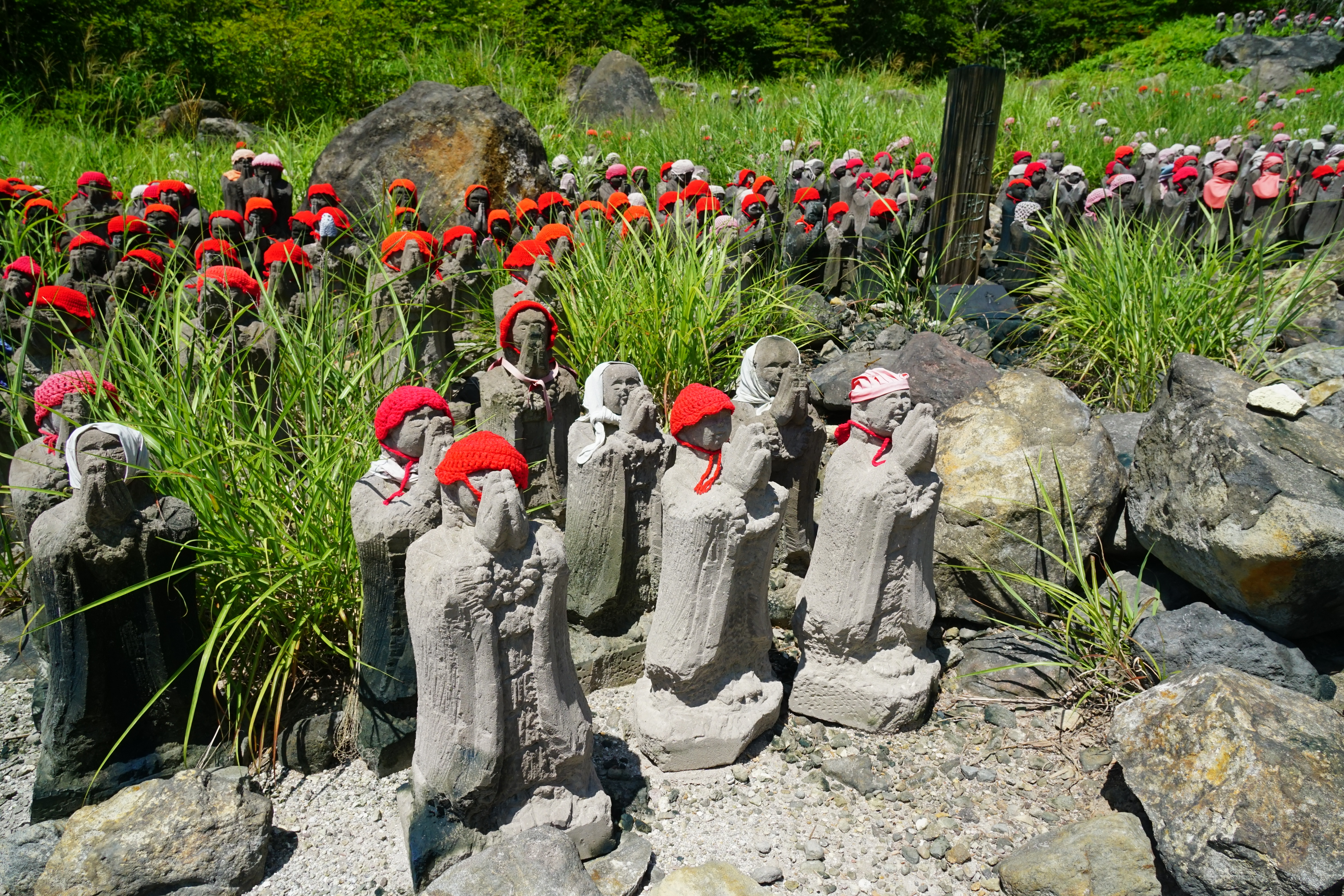
千体地蔵
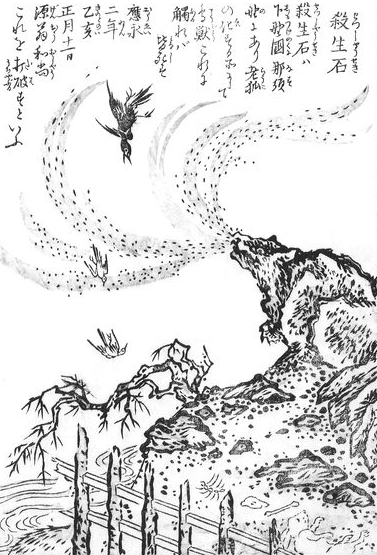
鳥山石燕『今昔百鬼拾遺』より「殺生石」
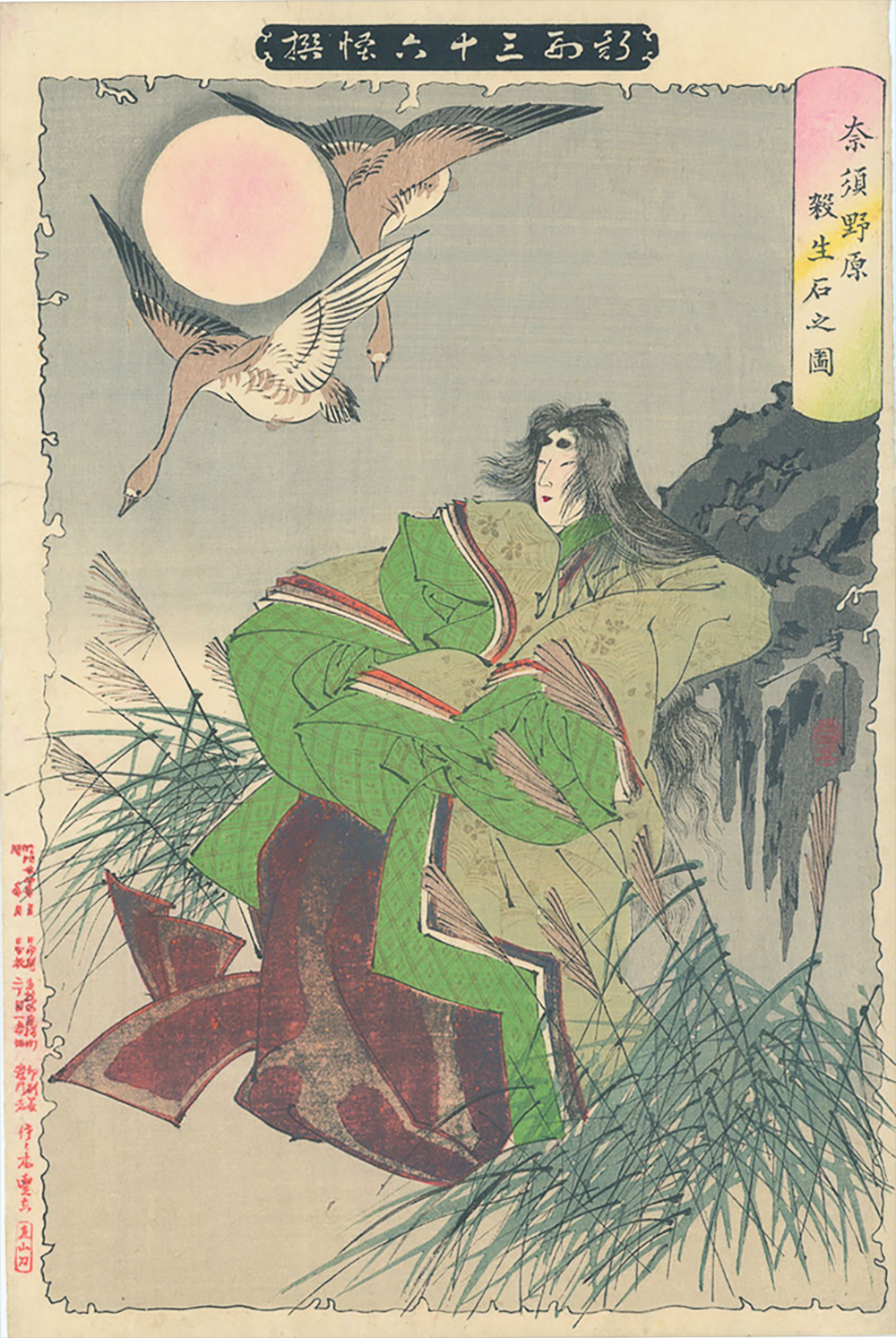
『那須野原殺生石之図』（月岡芳年『新形三十六怪撰』）

## 殺生石が登場する作品
- アニメ映画『九尾の狐と飛丸（殺生石）』 1968
- 『ゲゲゲの鬼太郎 最強妖怪軍団!日本上陸!!』 1986
- ライトノベル及びメディアミックス『ダンジョンに出会いを求めるのは間違っているだろうか』2013